# George Caley
George Caley (n. 10 iunie 1770, Craven, Anglia, Regatul Marii Britanii – d. 23 mai 1829, Londra, Regatul Unit al Marii Britanii și Irlandei) a fost un botanist și explorator englez în Australia.